# Малин (Бистрица-Насауд)
Малин (рум. Malin) насеље је у Румунији у округу Бистрица-Насауд у општини Нушени. Oпштина се налази на надморској висини од 347 m.

## Становништво
Према подацима из 2002. године у насељу је живело 492 становника.

### Попис2002.
| Расподела становништва по националности 2002.‍ | Расподела становништва по националности 2002.‍ | Расподела становништва по националности 2002.‍ | Расподела становништва по националности 2002.‍ | Расподела становништва по националности 2002.‍ |
| --------------------------------------------- | --------------------------------------------- | --------------------------------------------- | --------------------------------------------- | --------------------------------------------- |
|                                               |                                               |                                               |                                               |                                               |
| Румуни                                        | Румуни                                        |                                               | 275                                           | 56,0%                                         |
| Мађари                                        | Мађари                                        |                                               | 216                                           | 44,0%                                         |